# CBeebies
CBeebies is het merk van BBC voor programma's gericht op kinderen van 6 jaar of jonger. Het wordt gebruikt in de vorm van thema-programmablokken op een digitale zender (bij Digitale terrestrische televisie, Satellite en Kabel in het Verenigd Koninkrijk), en ook gebruikt voor internationale varianten, al dan niet met reclame. Het merk dook voor het eerst op op 11 februari 2002.
CBeebies is niet beschikbaar in België, maar het is wel in satelliet beschikbaar op TV Vlaanderen.
Op 15 maart 2023 veranderde het logo van CBeebies, samen met CBBC.

Het kanaal heeft ook een aantal awards gewonnen, waaronder elk jaar tussen 2002 en 2009 behalve 2003 een Bafta Children's Award.